# 난디 (힌두교)
난디(산스크리트어: नन्दि, 영어: Nandi) 또는 난디케슈바라, 난디데바는 힌두교의 신 시바의 황소 바하나(탈것)이다. 또한 시바의 거처인 카일라쉬의 수호신이기도 하다. 거의 모든 시바 사원에는 일반적으로 본당을 마주보고 앉은 난디의 석상이 전시되어 있다.

## 어원
산스크리트어 단어 난디(산스크리트어: नन्दि)는 시바-난디의 신성한 수호자의 속성인 행복, 기쁨, 만족을 의미한다.
황소(산스크리트어: Vṛṣabha)에 난디라는 이름을 붙인 것은 최근 시바파 내에서 다양한 지역적 신앙이 혼합되어 발전한 것이다. 난디라는 이름은 산스크리트어, 타밀어 및 기타 인도 언어로 된 가장 오래된 시바파 문헌에서 그의 탈것 대신 카일라쉬의 의인화된 문지기를 가리키는 말로 널리 사용되었다. 싯단타 문헌들은 난디와 브리샤바를 구분한다.

## 전설
난디는 현자 실라다의 아들로 묘사된다. 실라다는 시바의 축복과 불멸의 아이를 갖기 위해 혹독한 고행을 했고, 난디를 아들로 받아들였다. 시바 푸라나에 따르면 난디는 실라다가 수행한 야즈나에서 태어났다고 한다. 난디는 시바의 열렬한 신봉자로 자랐으며, 나르마다강 유역에서 시바의 문지기이자 탈것이 되기 위해 혹독한 고행을 했다. 지역 전설에 따르면, 이 유적지는 마디아프라데시주 자발푸르의 오늘날의 난디케슈와르 사원에 있는 트리푸르 티르스 크세트라로 알려져 있다.
샤이바 싯단타에 따르면 난디는 파르바티와 시바가 시작한 싯다르들의 우두머리로 여겨지며, 그는 자신이 배운 것을 네 명의 제자, 즉 네 명의 쿠마라, 티루물라, 비야그라파다(풀리파니라고도 함), 파탄잘리, 시바요가 무니에게 전수한 것으로 알려져 있다. 이들은 그의 지혜를 전파하기 위해 여덟 방향으로 파견되었다. 그의 가르침은 난디의 후손이라고 주장하는 전문가 집단인 난디나타 삼프라다야에서 계승하고 있다.
난디에 관한 많은 푸라나 전설들이 전해져 내려온다. 그중 하나는 라마야나에 등장하는 라마의 적대자인 라바나와의 갈등을 묘사하고 있다. 라크샤사의 왕 라바나는 시바를 만나기 위해 기다리는 동안 원숭이처럼 불안하게 행동했으며, 이를 본 난디는 라바나에게 그의 왕국이 숲에 사는 원숭이(바나라)에 의해 불타 버릴 것이라고 저주했다. 나중에 하누만은 라바나에 의해 아쇼카 바티카라는 숲에 갇혀 있던 시타를 찾으러 갔을 때 랑카를 불태웠다.
고대 타밀어 문헌인 티루빌라이야달 푸라남에는 난디가 고래로 화신한 또 다른 이야기가 언급되어 있다. 이 전설에 따르면 파르바티는 시바가 베다의 의미를 설명하는 동안 집중력을 잃었다고 한다. 그 후 파르바티는 집중력 부족을 속죄하기 위해 어부 여인으로 화신했다. 난디는 주인과 사랑하는 아내를 하나로 묶기 위해 고래의 모습을 하고 사람들을 괴롭히기 시작했다. 파르바티의 아버지는 고래를 죽이는 남자가 딸과 결혼할 것이라고 선언했다. 나중에 시바는 어부의 모습을 한 채로 고래를 죽인 후 파르바티를 이전 모습으로 받아 들였다.
베트남의 참족 힌두교도들은 자신들이 죽으면 난디가 그들의 영혼을 베트남에서 인도의 성지로 데려간다고 믿는다.

## 도상학
아가마에서는 난디를 황소의 머리와 네 개의 손, 영양, 도끼, 철퇴, 아바야무드라를 든 동물의 의인화된 형태로 묘사한다. 난디는 전 세계의 모든 시바 사원에서 탈것을 탄 채로 앉은 황소 모습으로 묘사된다. 이 형태는 캄보디아를 비롯한 동남아시아 국가에서도 발견되었다.
황소의 흰색은 순결과 정의를 상징한다. 상징적으로 시바 사원의 성소를 향해 앉은 난디는 개인의 지바(영혼)와 지바가 항상 파라메슈바라에게 집중되어야 한다는 메시지를 나타낸다. 요가 관점에서 보면 난디는 절대자인 시바에게 바쳐진 마음이다. 즉, 빛과 경험, 지혜를 이해하고 흡수하는 것이 바로 내면의 구루인 난디이다.

### 난디 깃발

난디 깃발은 전 세계 시바교도의 공식 깃발이다.

난디 깃발 또는 브리샤바 깃발은 앉은 황소 문양이 그려진 깃발로, 특히 전 세계 타밀 공동체에서 시바파의 깃발로 인식되고 있다. 난디는 팔라바 왕조와 자프나 왕국과 같은 역사적인 타밀 시바파 왕국의 상징이었다. 시바라트리 기간 동안 스리랑카 타밀족 공동체, 타밀나두, 디아스포라를 중심으로 난디 깃발에 대해 알리는 여러 캠페인이 지속적으로 진행된다.
오늘날 사용되는 난디 깃발은 1990년대 스리랑카의 시바교도인 S. 다나팔라의 요청과 지침에 따라 타밀나두주 마두라이의 라빈드라 사스트리가 디자인한 것이다. 최초의 난디 깃발은 1998년 스리랑카 랏말라나에 있는 콜롬보 힌두 대학에 게양되었다. 2008년 취리히에서 열린 제4회 국제 샤이바 싯단타 회의에서 공식적인 시바파 깃발로 선포되었다. 오늘날 타밀 시바파는 특히 스리랑카, 캐나다, 오스트레일리아, 영국, 남아프리카, 스위스 등 모든 종교 및 문화 축제에서 난디 깃발을 게양한다. 난디 깃발은 스리랑카의 공식 힌두교 깃발로 선언되었다.

## 갤러리

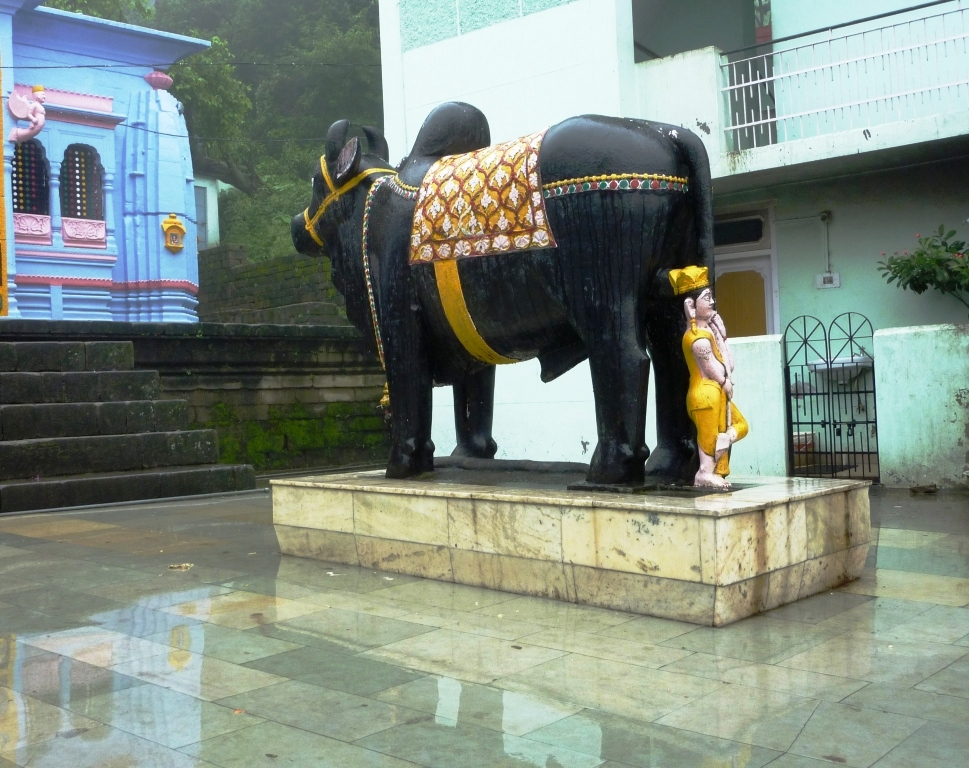
난디 - 인도 HP, 르왈사르 힌두교 사원 앞에 있는 시바의 황소
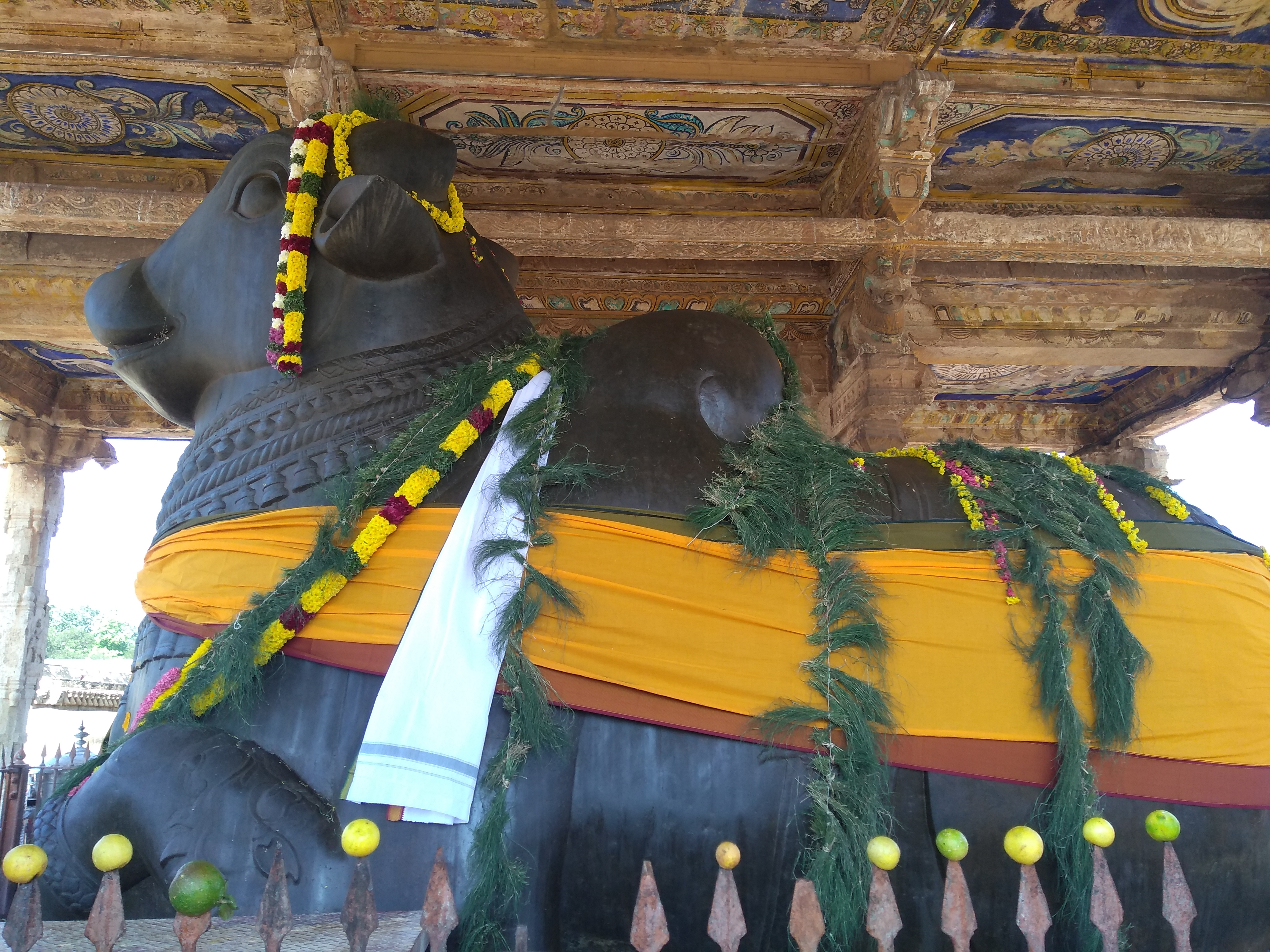
탄자부르의 난디 앗 사원 장식
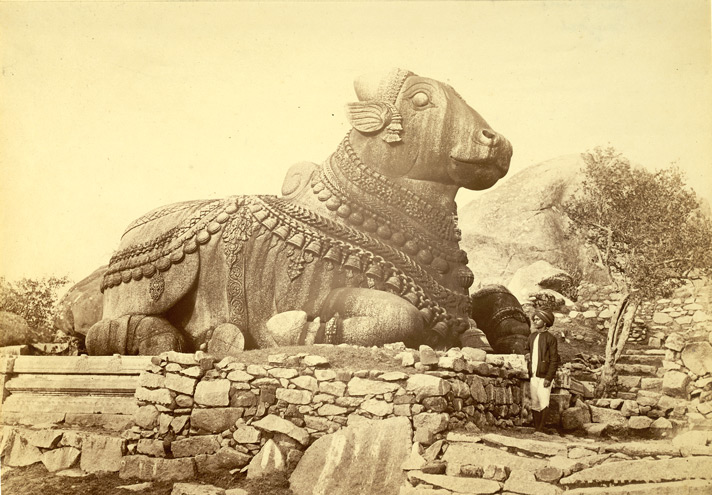
마이소르에 있는 서기 2세기 난디상
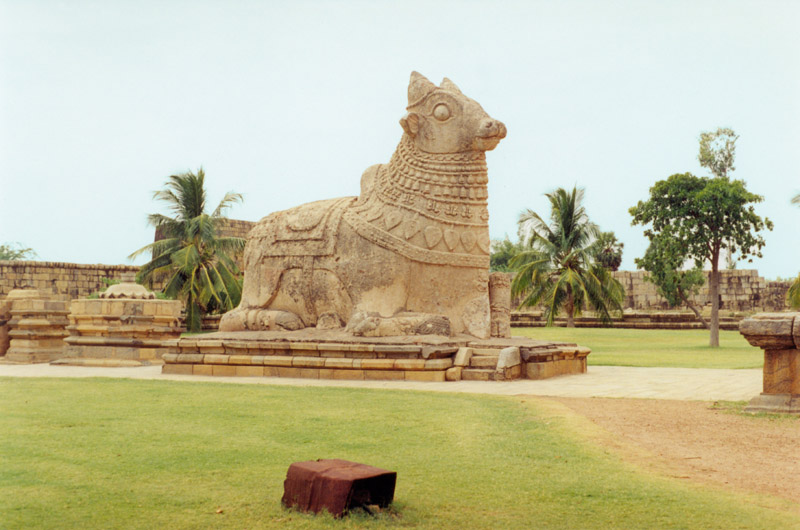
강가이콘다 촐라푸람의 난디상
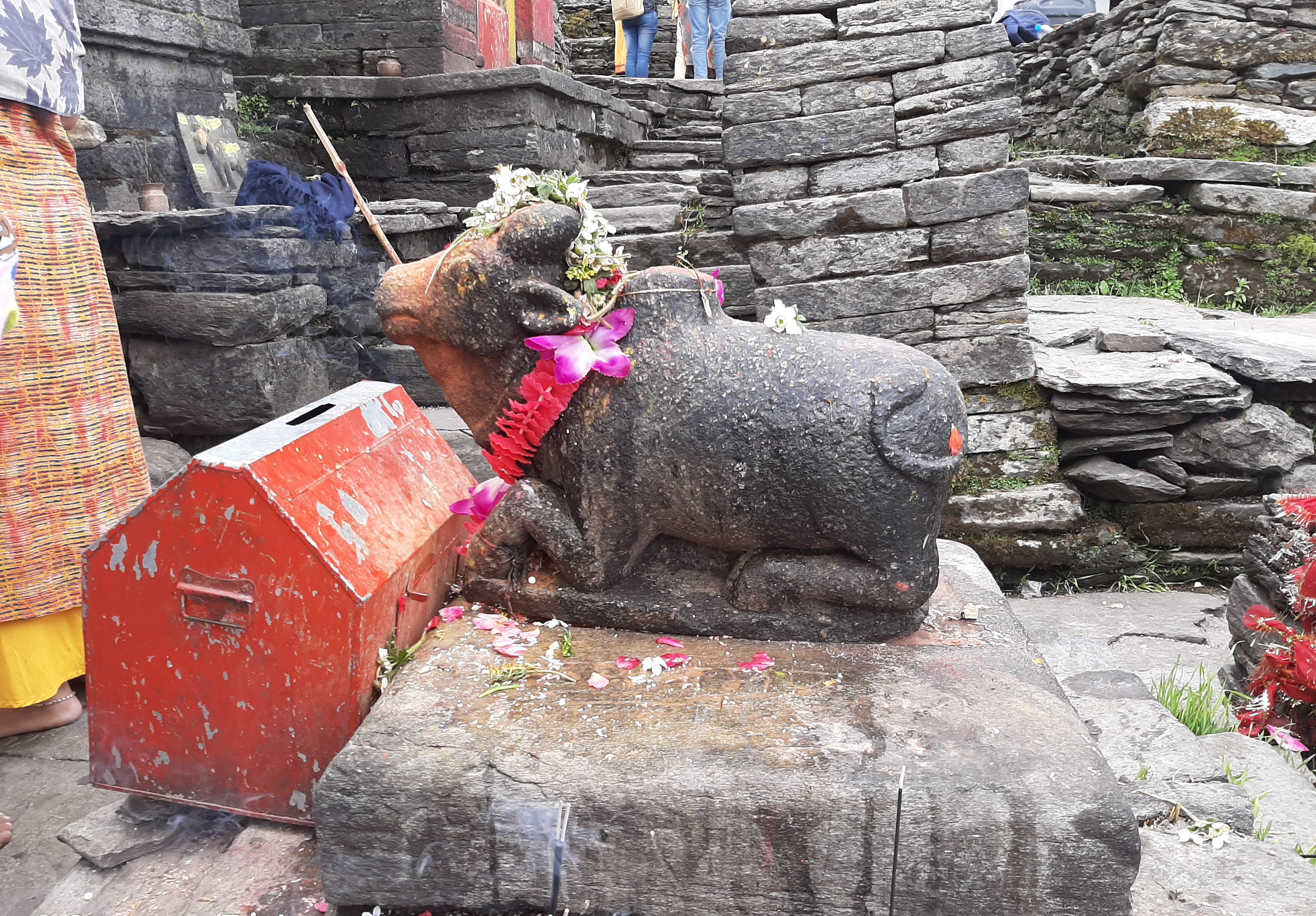
퉁나트 만디르의 난디상
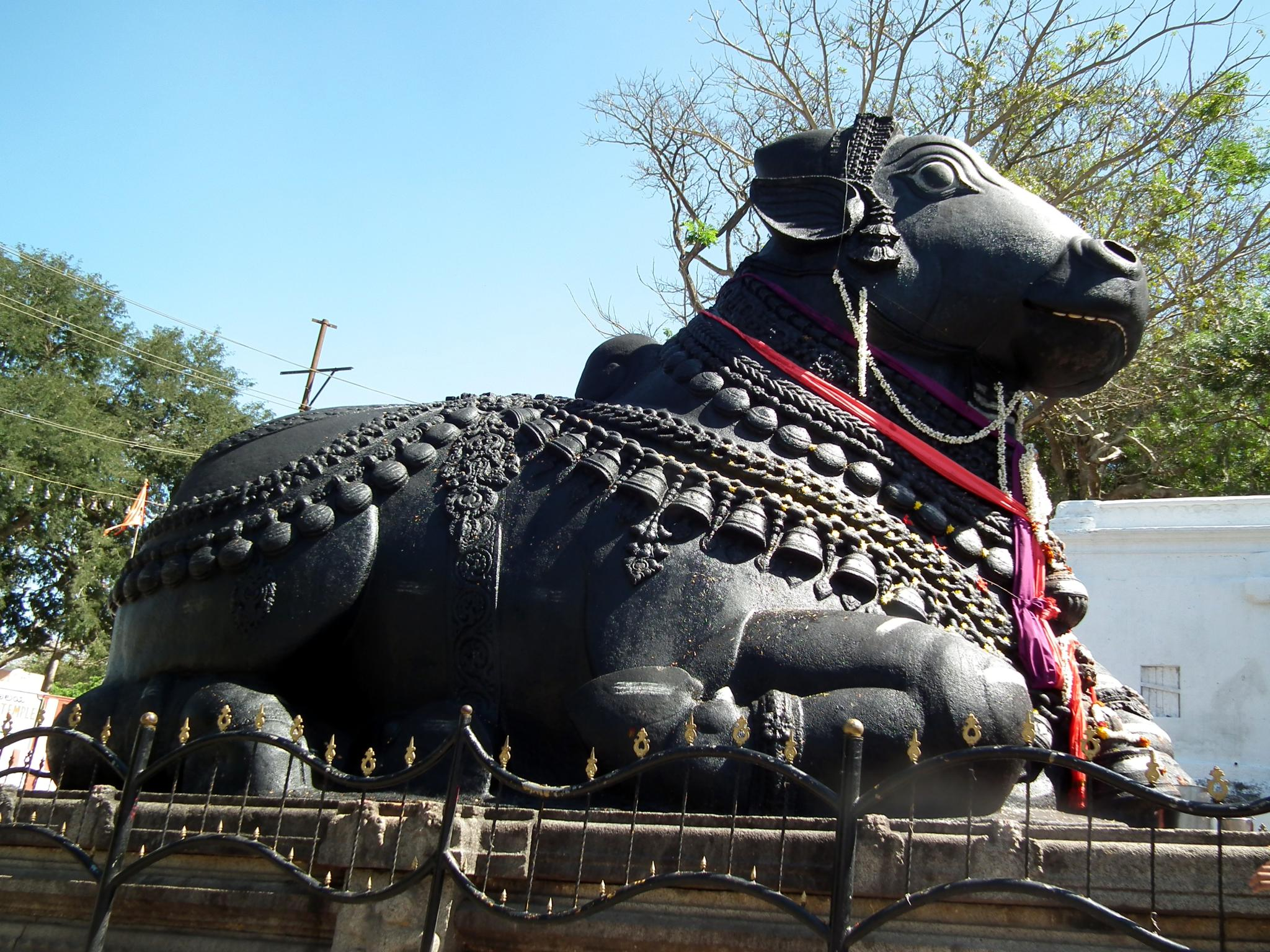
마이소르의 난디상
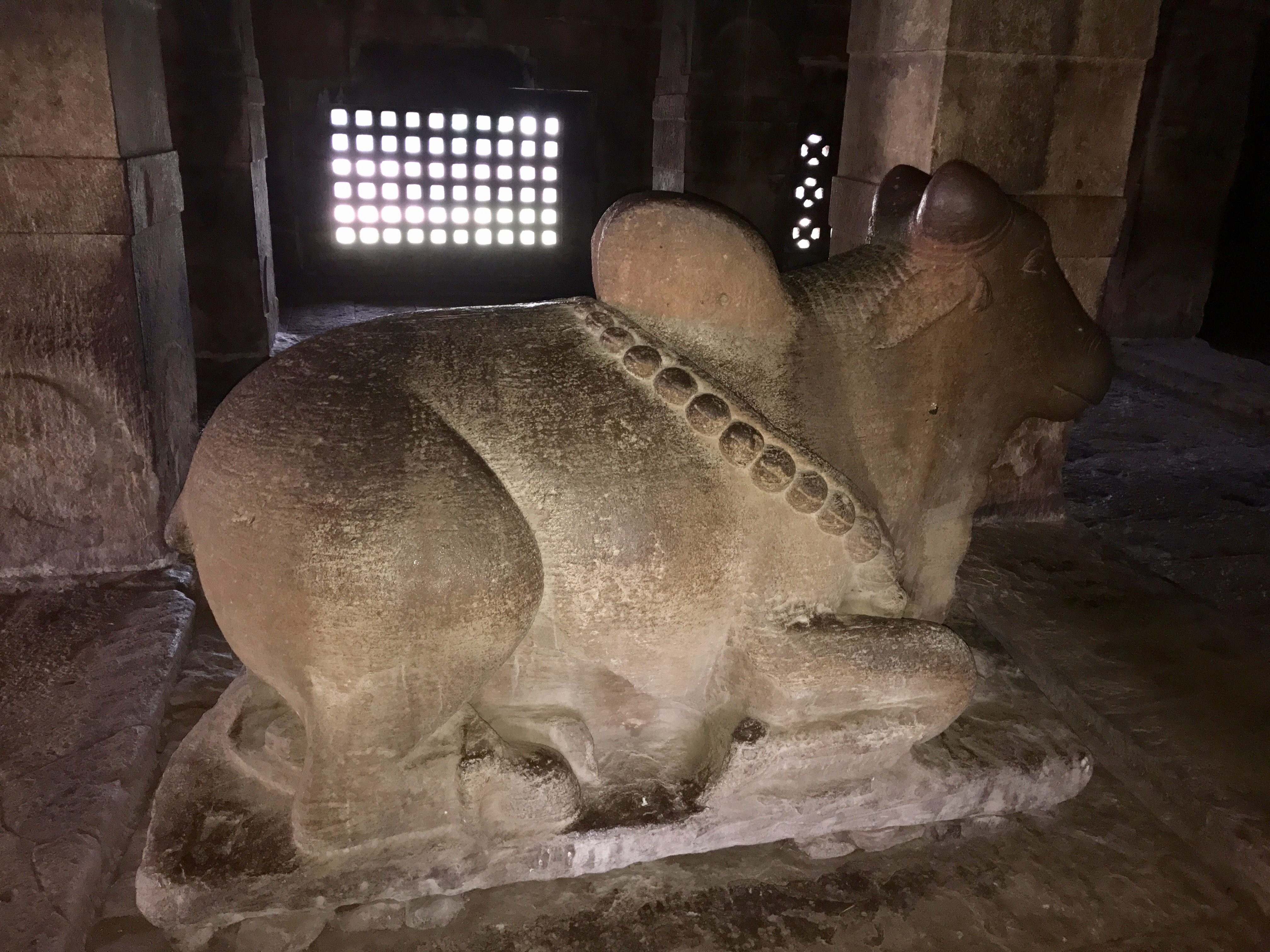
난디상
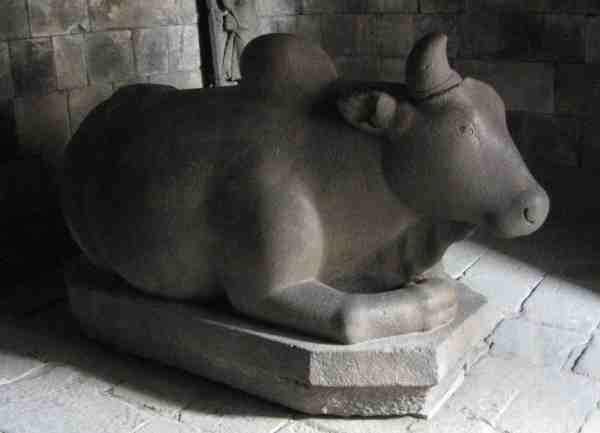
인도네시아 자와섬 프람바난의 난디상
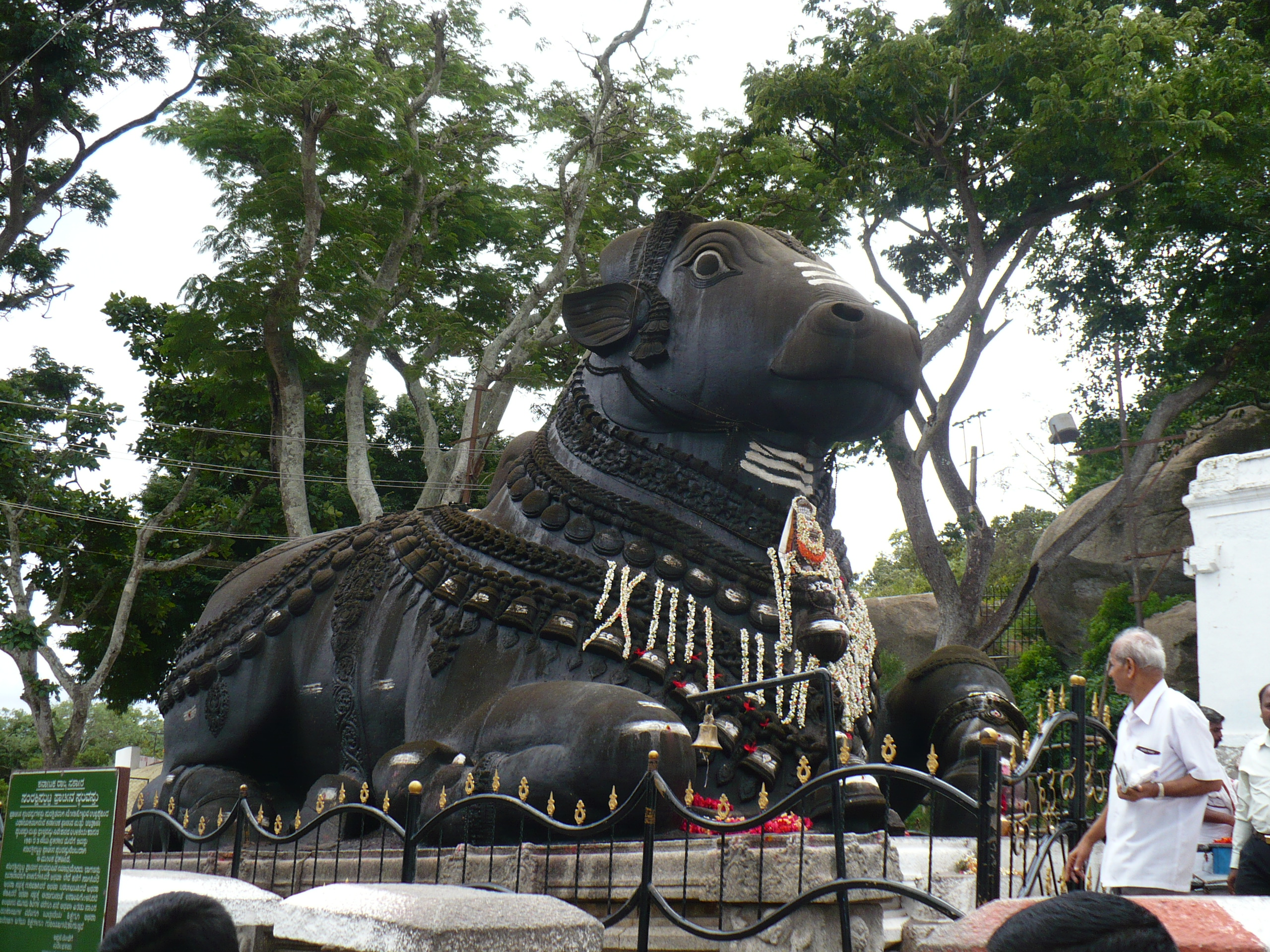
훌륭하게 꾸민 난디상